# Гура Хаитиј (Сучава)
Гура Хаитиј (рум. Gura Haitii) насеље је у Румунији у округу Сучава у општини Шару Дорнеј. Oпштина се налази на надморској висини од 1040 m.

## Становништво
Према подацима из 2002. године у насељу је живело 619 становника, од којих су сви румунске националности.